# تیبو کورتوا
تیبو کورتوا (Dutch: [tiˈbo: ku:rˈtʋa:]; فرانسوی: [tibo kuʁtwa]؛ زاده ۱۱ مهٔ ۱۹۹۲) بازیکن فوتبال اهل بلژیک است که در پست دروازه‌بان برای باشگاه رئال مادرید در لا لیگا بازی می‌کند.

## عملکرد باشگاهی

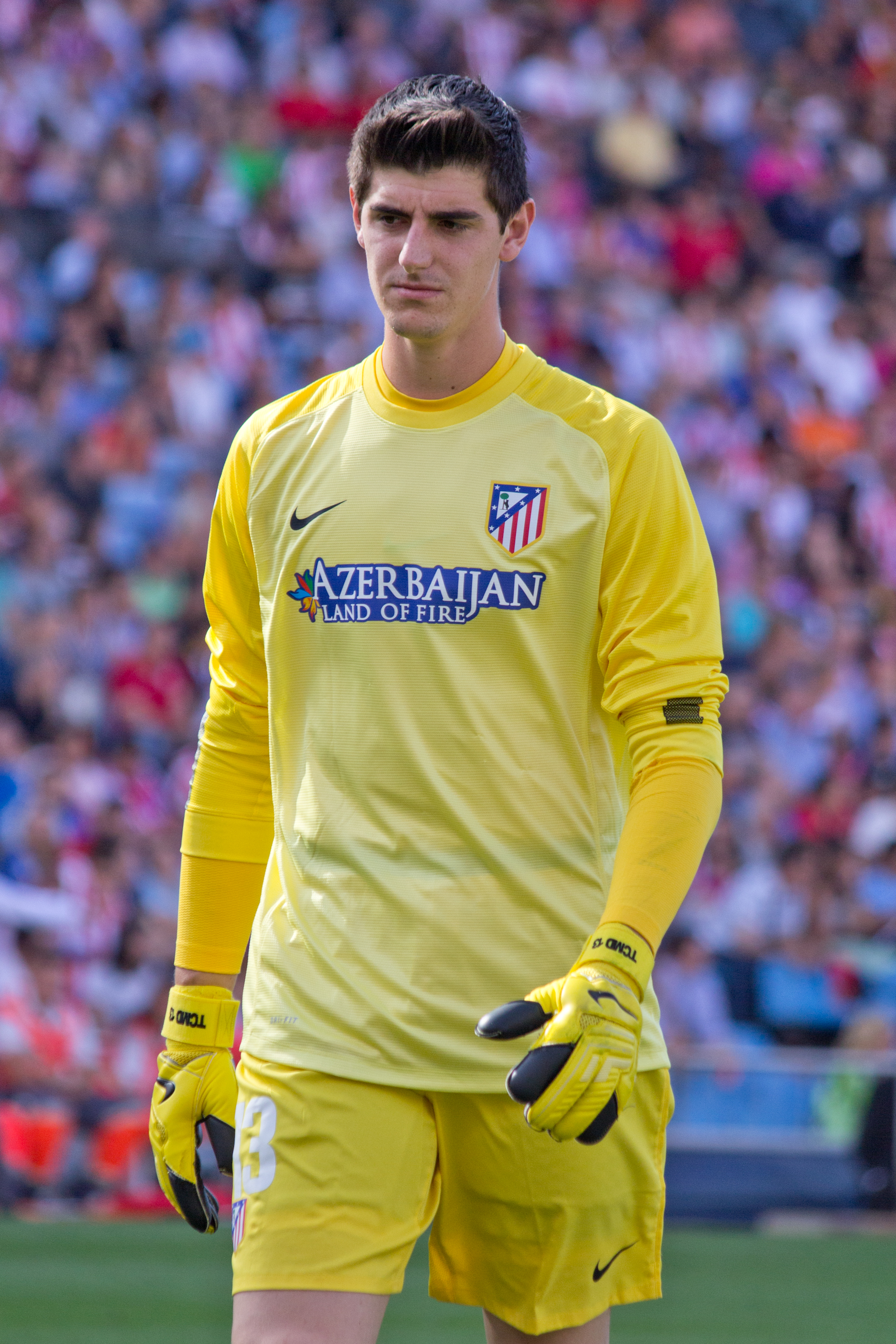
تیبو کورتوآ در لباس اتلتیکومادرید.

او در بری به دنیا آمد و در شروع فوتبال حرفه‌ای در پست مدافع چپ بازی می‌کرد.
در سال ۲۰۱۱ به صورت قرضی به اتلتیکو مادرید پیوست و سه سال در این تیم بازی کرد و سپس به چلسی بازگشت.
در فصل ۱۷–۲۰۱۶ او توانست با ثبت ۱۶ کلین شیت دستکش طلای لیگ انگلیس را دریافت کند.
او در جام جهانی ۲۰۱۸ توانست به مقام سومی با بلژیک برسد و برنده دستکش طلایی جام جهانی هم شد.
تیبو کورتوا در سال ۲۰۱۸ با انتقالی به ارزش ۴۰ میلیون یورو از چلسی به رئال مادرید پیوست. او یکی از ارکان مهم در چهاردهمین قهرمانی رئال مادرید در لیگ قهرمانان اروپا بود و در فینال لیگ قهرمانان اروپا ۲۲–۲۰۲۱ با ۹ سیو بهترین بازیکن مسابقه شد. او همچنین برنده جایزه یاشین ۲۰۲۲ شد.
وی هم‌اکنون دروازه‌بان اول رئال مادرید است. تیبو کورتوا تاکنون چهار بار برنده جایزه جایزه ریکاردو زامورا شده است. او از بلند قامت‌ترین دروازه بانان جهان است.

## آمار باشگاهی
تا تاریخ ۴ ژوئن ۲۰۲۳
| عملکرد               | عملکرد               | عملکرد               | لیگ         | لیگ         | جام      | جام      | قاره ای | قاره ای | سایر | سایر | مجموع | مجموع |
| فصل                  | باشگاه               | لیگ                  | بازی        | گل          | بازی     | گل       | بازی    | گل      | بازی | گل   | بازی  | گل    |
|                      |                      |                      | لیگ باشگاهی | لیگ باشگاهی | جام حذفی | جام حذفی | اروپا   | اروپا   | دیگر | دیگر | مجموع | مجموع |
| -------------------- | -------------------- | -------------------- | ----------- | ----------- | -------- | -------- | ------- | ------- | ---- | ---- | ----- | ----- |
| ۲۰۰۸–۲۰۰۹            | خنک                  | لیگ بلژیک            | ۱           | ۰           | ۰        | ۰        | ۰       | ۰       | ۰    | ۰    | ۱     | ۰     |
| ۲۰۰۹–۲۰۱۰            | خنک                  | لیگ بلژیک            | ۰           | ۰           | ۰        | ۰        | ۰       | ۰       | ۰    | ۰    | ۰     | ۰     |
| ۲۰۱۰–۲۰۱۱            | خنک                  | لیگ بلژیک            | ۴۰          | ۰           | ۱        | ۰        | ۳       | ۰       | ۰    | ۰    | ۴۴    | ۰     |
| مجموع خنک            | مجموع خنک            | مجموع خنک            | ۴۱          | ۰           | ۱        | ۰        | ۳       | ۰       | ۰    | ۰    | ۴۵    | ۰     |
| ۲۰۱۱–۲۰۱۲            | اتلتیکو مادرید       | لالیگا               | ۳۷          | ۰           | ۰        | ۰        | ۱۵      | ۰       | ۰    | ۰    | ۵۲    | ۰     |
| ۲۰۱۲–۲۰۱۳            | اتلتیکو مادرید       | لالیگا               | ۳۷          | ۰           | ۸        | ۰        | ۱       | ۰       | ۰    | ۰    | ۴۶    | ۰     |
| ۲۰۱۳–۲۰۱۴            | اتلتیکو مادرید       | لالیگا               | ۳۷          | ۰           | ۵        | ۰        | ۱۲      | ۰       | ۲    | ۰    | ۵۶    | ۰     |
| مجموع اتلتیکو مادرید | مجموع اتلتیکو مادرید | مجموع اتلتیکو مادرید | ۱۱۱         | ۰           | ۱۳       | ۰        | ۲۸      | ۰       | ۲    | ۰    | ۱۵۴   | ۰     |
| ۲۰۱۴–۲۰۱۵            | چلسی                 | لیگ جزیره            | ۳۲          | ۰           | ۰        | ۰        | ۵       | ۰       | ۳    | ۰    | ۴۰    | ۰     |
| ۲۰۱۵–۲۰۱۶            | چلسی                 | لیگ جزیره            | ۲۳          | ۰           | ۳        | ۰        | ۳       | ۰       | ۰    | ۰    | ۲۹    | ۰     |
| ۲۰۱۶–۲۰۱۷            | چلسی                 | لیگ جزیره            | ۳۶          | ۰           | ۳        | ۰        | ۰       | ۰       | ۱    | ۰    | ۴۰    | ۰     |
| ۲۰۱۷–۲۰۱۸            | چلسی                 | لیگ جزیره            | ۳۵          | ۰           | ۱        | ۰        | ۸       | ۰       | ۱    | ۰    | ۴۵    | ۰     |
| مجموع چلسی           | مجموع چلسی           | مجموع چلسی           | ۱۲۶         | ۰           | ۷        | ۰        | ۱۶      | ۰       | ۵    | ۰    | ۱۵۴   | ۰     |
| ۲۰۱۸–۲۰۱۹            | رئال مادرید          | لالیگا               | ۲۷          | ۰           | ۱        | ۰        | ۵       | ۰       | ۲    | ۰    | ۳۵    | ۰     |
| ۲۰۱۹–۲۰۲۰            | رئال مادرید          | لالیگا               | ۳۴          | ۰           | ۰        | ۰        | ۷       | ۰       | ۲    | ۰    | ۴۳    | ۰     |
| ۲۰۲۰–۲۰۲۱            | رئال مادرید          | لالیگا               | ۳۸          | ۰           | ۰        | ۰        | ۱۲      | ۰       | ۱    | ۰    | ۵۱    | ۰     |
| ۲۰۲۱–۲۰۲۲            | رئال مادرید          | لالیگا               | ۳۶          | ۰           | ۱        | ۰        | ۱۳      | ۰       | ۲    | ۰    | ۵۲    | ۰     |
| ۲۰۲۲–۲۰۲۳            | رئال مادرید          | لالیگا               | ۳۱          | ۰           | ۵        | ۰        | ۱۰      | ۰       | ۳    | ۰    | ۴۹    | ۰     |
| مجموع رئال مادرید    | مجموع رئال مادرید    | مجموع رئال مادرید    | ۱۶۶         | ۰           | ۷        | ۰        | ۴۷      | ۰       | ۱۰   | ۰    | ۲۳۰   | ۰     |
| مجموع آمار           | مجموع آمار           | مجموع آمار           | ۴۴۴         | ۰           | ۲۸       | ۰        | ۹۴      | ۰       | ۱۷   | ۰    | ۵۸۳   | ۰     |

## آمار ملی

### بازی‌های ملی
تا تاریخ ۱۷ ژوئن ۲۰۲۳
| بلژیک | بلژیک | بلژیک    | بلژیک    |
| سال   | بازی  | کلین شیت | گل خورده |
| ----- | ----- | -------- | -------- |
| ۲۰۱۱  | ۱     | ۱        | ۰        |
| ۲۰۱۲  | ۶     | ۳        | ۵        |
| ۲۰۱۳  | ۷     | ۴        | ۳        |
| ۲۰۱۴  | ۱۳    | ۷        | ۷        |
| ۲۰۱۵  | ۶     | ۲        | ۵        |
| ۲۰۱۶  | ۱۴    | ۶        | ۱۵       |
| ۲۰۱۷  | ۸     | ۳        | ۹        |
| ۲۰۱۸  | ۱۵    | ۸        | ۱۳       |
| ۲۰۱۹  | ۹     | ۷        | ۲        |
| ۲۰۲۰  | ۲     | ۱        | ۲        |
| ۲۰۲۱  | ۱۳    | ۵        | ۱۳       |
| ۲۰۲۲  | ۶     | ۳        | ۶        |
| ۲۰۲۳  | ۲     | ۱        | ۱        |
| مجموع | ۱۰۲   | ۵۱       | ۸۱       |

## افتخارات

### باشگاهی
خنک
- لیگ برتر بلژیک (۱): ۱۱–۲۰۱۰

#### اتلتیکو مادرید
- لا لیگا (۱): ۱۴–۲۰۱۳
- کوپا دل ری (۱): ۱۳–۲۰۱۲
- لیگ اروپا (۱): ۱۲–۲۰۱۱
- سوپر جام اروپا (۱): ۲۰۱۲
- نایب‌قهرمانی لیگ قهرمانان اروپا (۱): ۱۴–۲۰۱۳

#### چلسی
- لیگ برتر انگلستان (۲): ۱۵–۲۰۱۴، ۱۷–۲۰۱۶
- جام حذفی انگلستان‌ (۱): ۱۸–۲۰۱۷
  - نایب‌قهرمانی جام حذفی انگلستان (۱): ۱۷–۲۰۱۶
- جام اتحادیه انگلستان (۱): ۱۵–۲۰۱۴

#### رئال مادرید
- لا لیگا (۳): ۲۰–۲۰۱۹، ۲۲–۲۰۲۱، ۲۴–۲۰۲۳
- کوپا دل ری (۱): ۲۳–۲۰۲۲
- سوپر جام اسپانیا (۲): ۲۰–۲۰۱۹، ۲۲–۲۰۲۱
- جام باشگاه‌های جهان (۱): ۲۰۱۸
- لیگ قهرمانان اروپا(۲): ۲۰۲۱–۲۰۲۲، ۲۴–۲۰۲۳
- سوپر جام اروپا (۲): ۲۰۲۲، ۲۰۲۴

### ملی
- مقام سوم جام جهانی فوتبال (۱): ۲۰۱۸

### فردی
- بهترین دروازه‌بان بلژیکی سال (۱): ۲۰۱۱
- کفش طلای بلژیک (۱): ۲۰۱۱
- جایزه ریکاردو زامورا (لا لیگا) (۳): ۱۳–۲۰۱۲، ۱۴–۲۰۱۳، ۲۰–۲۰۱۹
- بهترین دروازه‌بان فصل لا لیگا (۱): ۱۳–۲۰۱۲
- بهترین بازیکن بلژیکی لژیونر (۲): ۲۰۱۳، ۲۰۱۴
- تیم منتخب سال طبق اروپا اسپورت مدیا (۲): ۱۴–۲۰۱۳، ۲۲–۲۰۲۱
- تیم منتخب فصل لیگ قهرمانان اروپا (۴): ۱۴–۲۰۱۳، ۲۱–۲۰۲۰، ۲۲–۲۰۲۱، ۲۳–۲۰۲۲
- بهترین ورزشکار بلژیکی سال (۱): ۲۰۱۴
- دستکش طلایی لیگ برتر انگلستان (۱): ۱۷–۲۰۱۶
- دستکش طلایی جام جهانی (۱): ۲۰۱۸
- تیم فانتزی جام جهانی (۱): ۲۰۱۸
- تیم رویایی جام جهانی (۱): ۲۰۱۸
- بهترین دروازه‌بان فیفا (۱): ۲۰۱۸
- بهترین دروازه‌بان جهان فدراسیون بین‌المللی تاریخ و آمار فوتبال (۲): ۲۰۱۸، ۲۰۲۲
- جایزه یاشین (۱): ۲۰۲۲